# Walter Marciano
Walter Marciano, właśc. Walter Marciano de Queiroz (ur. 15 września 1931 w São Paulo, zm. 21 czerwca 1961 w Walencji) – brazylijski piłkarz grający na pozycji napastnika.

## Kariera klubowa
Piłkarską karierę Walter Marciano rozpoczął w klubie Ypiranga São Paulo w 1951 roku. W latach 1952–1953 występował w Santosie FC. Ostatnim klubem w jego karierze było CR Vasco da Gama. W klubie z Rio de Janeiro grał w latach 1955–1957. W tym okresie zdobył mistrzostwo stanu Rio de Janeiro – Campeonato Carioca w 1956 roku. W latach 1957–1961 występował w Hiszpanii w Valencii CF.

## Kariera reprezentacyjna
W reprezentacji Brazylii Walter Marciano zadebiutował 18 września 1955 w zremisowanym 1-1 meczu z reprezentacją Chile, którego stawką było Copa O'Higgins 1955. W tym samym roku zdobył z Brazylią również Copa Oswaldo Cruz 1955. Ostatni raz w reprezentacji Walter Marciano wystąpił 1 maja 1956 w wygranym 1-0 towarzyskim meczu z reprezentacją Turcji. Ogółem w reprezentacji Brazylii wystąpił 7 razy.